# Unité urbaine de Montcornet
L'unité urbaine de Montcornet est une ancienne unité urbaine française centrée sur Montcornet, commune du nord-est du département de l'Aisne.

## Situation géographique
L'unité urbaine de Montcornet est située dans le nord-ouest du département de l'Aisne, dans l'arrondissement de Vervins. Elle est située à l'ouest de la région Grand Est et au nord de l'Île-de-France, dans la région des Hauts-de-France.
Traversée par la route départementale 966, Montcornet est le centre urbain principal de sa petite agglomération et des communes alentour.
Elle est située à 17 km de Vervins, sous-préfecture de l'arrondissement, à 31 km de Laon, préfecture du département de l'Aisne.

## Données générales
En 2010, selon l'INSEE, l'unité urbaine de Montcornet est composée de trois communes, toutes situées dans le département de l'Aisne, plus précisément dans l'arrondissement de Vervins.
En 2017, avec 1 939 habitants, elle constitue la vingt-huitième unité urbaine du département de l'Aisne, se classant loin après les unités urbaines de Saint-Quentin (1er rang départemental) et de Soissons (2e rang départemental) et de Laon (3e rang départemental). Elle est la dix-septième petite unité urbaine du département, derrière celle de Nesles-la-Montagne et de Guignicourt mais elle devance celle de La Ferté-Milon et de Sissonne dans le département de l'Aisne.
En 2017, sa densité de population qui s'élève à 66 hab/km2 en fait une unité urbaine peu densément peuplée mais nettement moins élevée que celles de Saint-Quentin (1 281 hab/km2) et de Soissons (766 hab/km2).
Lors de la révision des unités urbaines de 2020, l'unité urbaine de Montcornet disparait et elle n'est pas conservée par rapport aux nouvelles unités urbaines définies par l'INSEE.

## Délimitation de l'unité urbaine de 2010
En 2010, l'INSEE a procédé à une révision des délimitations des unités urbaines de la France ; celle de Montcornet n'a reçu aucune modification par rapport zonage de 1999 et compte trois communes urbaines.

### Liste des communes
La liste ci-dessous comporte les communes appartenant à l'unité urbaine de Montcornet selon la nouvelle délimitation de 2010 et sa population municipale en 2017 :
| Code Insee | Nom        | Type         | Superficie (km2) | Population (hab.) | Densité (hab./km2) |
| ---------- | ---------- | ------------ | ---------------- | ----------------- | ------------------ |
| 02160      | Chaourse   | Banlieue     | 18,60            | 539               | 29                 |
| 02433      | Lislet     | Banlieue     | 8,20             | 225               | 27,4               |
| 02502      | Montcornet | Ville-centre | 5,74             | 1 338             | 233,1              |

## Évolution démographique
L'unité urbaine de Montcornet affiche une évolution démographique en déclin constante depuis le recensement de 1982 avec une accélération dès 1999. En 1968, elle compte 2 467 habitants puis elle atteint le seuil de 2 500 habitants en 1982, mais elle repasse en-dessous dès 1999 pour atteindre 2 102 habitants en 2017.
| 1968  | 1975  | 1982  | 1990  | 1999  | 2007  | 2012  | 2017  |
| ----- | ----- | ----- | ----- | ----- | ----- | ----- | ----- |
| 2 467 | 2 458 | 2 569 | 2 519 | 2 444 | 2 443 | 2 264 | 2 102 |